# Fultondale, Alabama
Fultondale är en stad (city) i Jefferson County, i delstaten Alabama, USA. Enligt United States Census Bureau har staden en folkmängd på 8 387 invånare (2011) och en landarea på 31,6 km².